# Еллинек, Эмиль
Эмиль Еллинек (нем. Emil Jellinek; 6 апреля 1853 — 1 января 1918) — европейский предприниматель, член правления компании «Daimler-Motoren-Gesellschaft» в 1900—1909 годах, создатель торговой марки Mercedes, которую он назвал в честь своей дочери Мерседес Еллинек. В 1903 году поменял свою фамилию на Мерседес-Еллинек.

## Детство и юность
Эмиль Еллинек родился в Лейпциге, Германия, в семье доктора Адольфа (Аарона) Еллинека, известного чешско-венгерского раввина и интеллектуала. Оба его брата добились известности: Макс Герман Еллинек, как лингвист и писатель, и Георг Еллинек, как юрист, специалист по международному праву. У него были также две  сестры, Шарлотта и Полина.
Вскоре после рождения Эмиля семья Еллинеков переехала в Вену. В школе он учился без особенного старания.  В 1870 году, в возрасте 17 лет, родители устроили его служащим в моравскую железнодорожную компанию Rot-Koestelec North-Western. После двух лет работы Еллинека уволили, поскольку начальство узнало о том, что по ночам он организовывал гонки на паровозах.

## Дипломат и бизнесмен (1872–1893)
В 1872 году, в возрасте 19 лет, Эмиль Елленек переехал во Францию. Там, благодаря связям своего отца, консул Австро-Венгрии в Марокко, пригласил его на службу. Еллинек получил дипломатические посты сначала в Танжере, а затем в Тетуане. В Тетуане он встретил Рахель Гоггманн. Рахель была внебрачной дочерью Мириам Азулай, сефардской еврейки из Алжира, которую усыновил её отчим, еврей из Лотарингии, Моисей Гоггманн (Гогман).
В 1874 году в Вене Еллинек был призван на военную службу, но его признали непригодным к армейской службе. Он возобновил свою дипломатическую карьеру в качестве вице-консула Австрии в Оране, Алжир, а также начал продавать алжирский табак европейцам в партнерстве с отцом Рахели.
Он также работал инспектором во французской страховой компании Aigle и ненадолго побывал в Вене в 1881 году в возрасте 28 лет, чтобы открыть один из ее филиалов. Вернувшись в Оран, он женился на Рахели. Там же родились их первые два сына, Адольф и Фернан.
Два года спустя, в 1884 году, Еллинек начал работать в страховой компании на полную ставку и переехал с семьей в Баден неподалёку от Вены, где они поселились в доме торговца вином по имени Ханни. Его первая дочь, Мерседес Еллинек, родилась в Бадене 16 сентября 1889 года; имя Мерсѐдес (Mercédès) на испанском языке означает «милость», «доброта», «милосердие» или «прощение». Рахель умерла четыре года спустя и её похоронили в Ницце. Еллинек же решил, что имя Мерседес приносит удачу, и назвал в честь дочери все свои владения. Один из его сыновей писал об отце: «Он был суеверен, как древние римляне».
Страховой бизнес и торговля на фондовом рынке оказались для Еллинека очень успешными. Он начал проводить зимы в фешенебельной Ницце на Французской Ривьере, и в конце концов, переехал туда на постоянное жительство, установив связи как с местной аристократией, так и с многочисленными международными бизнесменами, также проживавшими на Лазурном Берегу. .
Благодаря своей предыдущей дипломатической карьере, Еллинек стал генеральным консулом Австрии в Ницце. Он начал продавать европейским аристократам, проводящим зиму на Ривьере, автомобили, в основном французского производства. С автомобильным бизнесом были связаны Леон Дежуайо из Ниццы и производитель велосипедов из Эльзаса Карл Леманн, который приобрел единственное французское агентство и принял псевдоним «К. Л. Шарль». Еллинек приобрел большой особняк, который назвал «Вилла Мерседес», чтобы управлять своим бизнесом. К 1897 году он продавал около 140 автомобилей в год и начал называть их «Мерседесами». К тому времени автомобильный бизнес был более прибыльным, чем его страховая деятельность.

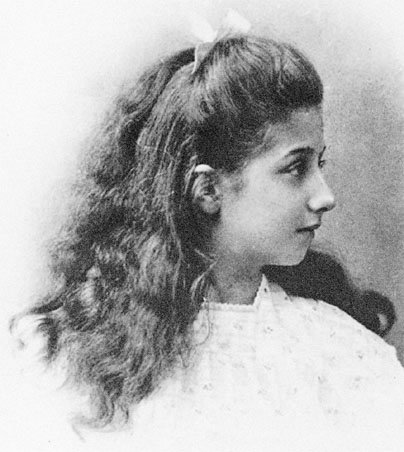
Мерседес Еллинек

В Ницце Еллинека очаровали автомобили, он жадно изучал любую информацию о них, которая попадала в его руки. Еллинек купил друг за другом несколько автомобилей: трёхколёсные De Dion-Bouton, Léon-Bollée Voiturette и четырёхколёсный четырёхместный автомобиль Benz. Еллинек восхищался работой автомобильного конструктора Вильгельма Майбаха. Он пообещал купить партию из 36 автомобилей за 550 000 золотых марок, если Майбах спроектирует для него отличный гоночный автомобиль в соответствии с его спецификациями. Прототип был закончен в декабре 1900 года, а в 1901 году добился ряда успехов в гонках. Его двигатель получил название Daimler-Mercedes.
В 1899 году он женился на Мадлен Генриетт Энглер (Анаис Еллинек), и у него было еще четверо детей: Ален Дидье, Гай, Рене и Андре (Майя).

## Daimler Motoren Gesellschaft (DMG), 1896 – 1900

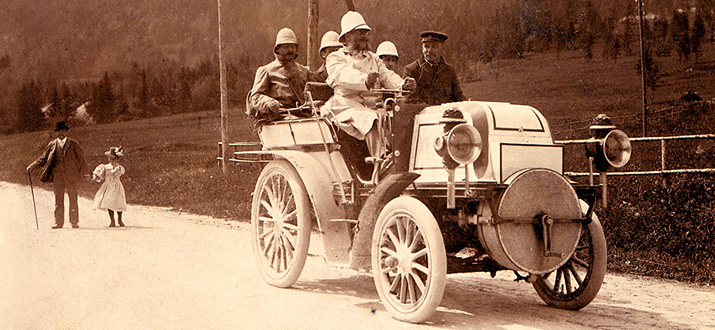
Эмиль Еллинек за рулём своего автомобиля Phoenix Double-Phaeton

Увидев в 1896 году рекламу автомобиля DMG в еженедельном журнале Fliegende Blätter, Еллинек, которому было тогда 43 года, отправился в Каннштатт (недалеко от Штутгарта), чтобы узнать больше о компании, ее заводе и конструкторах Готлибе Даймлере и Вильгельме Майбахе. Он разместил заказ на один из автомобилей Daimler и получил его в октябре того же года.
Автомобиль Phoenix Double-Phaeton с двигателем мощностью 8 л.с. мог развивать скорость до 24 км / ч (15 миль в час). Майбах разработал двигатель DMG-Phoenix с четырьмя цилиндрами, впервые в автомобиле, в 1894 году, когда он останавливался в бывшем отеле Hermann в Штутгарте.
DMG казалась надежным предприятием, поэтому Еллинек решил начать продавать автомобили этой компании. В 1898 году он написал DMG, прося еще шесть автомобилей и стать главным агентом и дистрибьютором DMG. В 1899 году он продал 10 автомобилей, а в 1900 году - 29. Среди французских автопроизводителей, таких как Peugeot, Panhard & Levassor и других производителей, имеющих лицензию на продажу автомобилей с двигателями Daimler во Франции, не хватало автомобилей, и Еллинек извлек выгоду из того, что смог сократить длительное время ожидания у других поставщиков.
Еллинек продолжал связываться с дизайнерами DMG со своими идеями, некоторые из них были хорошими, но часто с хвалебными речами, например: «Ваш фургон с навозом сломался по графику»; «Твоя машина - куколка, а я хочу бабочку»; и «Ваши инженеры должны быть заперты в сумасшедшем доме». Это раздражало Даймлера, но Майбах принял во внимание многие из его предложений.
Каждый год в марте на Французской Ривьере отмечается неделя скорости, привлекая многих представителей местного высшего общества. Мероприятия включали:
- Ницца-Кастеллан 90 км (длинная дистанция 90 км)
- Magagnosc (туристическая гонка)
- Английская набережная (спринт)
- Ницца-Ла-Тюрби (забег по холмам)
- Монте-Карло (конкурс элегантности)

В 1899 г. Еллинек сел во все свои машины. Поскольку использование псевдонимов было обычным явлением, он назвал свою гоночную команду Mercedes, и это было заметно написано на шасси автомобилей. Месье Мерседес стал его личным псевдонимом, и под этим именем он стал широко известен в регионе.
Используя DMG-Phoenix, Еллинек легко выиграл все гонки, разогнавшись до 35 км / ч (22 мили в час), но он все равно остался недоволен машиной.

## Mercedes 35hp (1900)
В 1899 году DMG поручила нескольким инженерам, включая Вильгельма Бауэра, Вильгельма Вернера и Германа Брауна, изучить возможность использования Phoenix для спортивных мероприятий, поскольку в то время автомобильные гонки были лучшим способом привлечь внимание общественности к Европе.
30 марта 1900 года Вильгельм Бауэр самопроизвольно решил выйти на подъем на холм Ницца-Ла-Тюрби, но потерпел фатальную аварию, ударившись о скалу на первом повороте, избегая зрителей. Это заставило DMG отказаться от гонок.
Тем не менее, Еллинек пришел к соглашению с DMG 2 апреля 1900 года, пообещав крупную сумму в 550 000 золотых марок, если Вильгельм Майбах спроектирует для него революционный спортивный автомобиль под названием Mercedes, из которых 36 единиц должны были быть поставлены до октября. 15. Сделка также включала заказ на 36 стандартных автомобилей DMG мощностью 8 л.с. Еллинек также стал членом Правления DMG и получил эксклюзивное представительство по продаже нового Mercedes во Франции, Австрии, Венгрии, Бельгии и Соединенных Штатах Америки. У Еллинека были некоторые юридические проблемы по поводу использования имени Daimler во Франции с Панаром Левассором, которому принадлежали лицензии Daimler во Франции, и использование имени Mercedes положило конец этой проблеме.
Еллинек установил строгую спецификацию для Mercedes, заявив: «Я не хочу машину ни сегодня, ни завтра, это будет машина послезавтра». Он перечислил множество новых параметров для преодоления проблем, обнаруженных во многих плохо спроектированных «безлошадных экипажах» того времени, которые делали их непригодными для высоких скоростей и с риском опрокидывания:
- Длинная колесная база и широкая колея для обеспечения устойчивости.
- Двигатель лучше разместить на шасси автомобиля.
- Центр тяжести ниже.
- Электрозажигание с использованием новой системы Bosch (вместо газовой лампы накаливания).

Модель будет официально называться Daimler-Mercedes, что председатель DMG с готовностью принял, поскольку она решила проблему того, что имя Daimler во Франции принадлежит Panhard & Levassor.
В течение следующих нескольких месяцев Еллинек курировал разработку нового автомобиля, сначала отправляя ежедневные телеграммы, а затем отправляясь в Штутгарт. Первый он получил 22 декабря 1900 года на вокзале Ниццы - он уже был продан барону Анри де Ротшильду, который также участвовал в гонках на автомобилях в Ницце.
В 1901 году автомобиль поразил автомобильный мир. Еллинек снова выиграл гонки в Ницце, легко победив своих соперников во всех классах мощности и достигнув скорости 60 км / ч (37 миль в час). Директор Французского автомобильного клуба Поль Мейан заявил: «Мы вступили в эру Mercedes», и это мнение нашло отражение в газетах по всему миру.
Рекорды нового Mercedes поразили весь автомобильный мир. Продажи DMG резко выросли, завод в Штутгарте был заполнен на полную мощность и укрепилось будущее автомобилестроительной компании. Число сотрудников постоянно увеличивалось с 340 в 1900 году до 2200 в 1904 году. В 1902 году [6] 23 июня компания решила использовать название Mercedes в качестве товарного знака для всего своего автомобильного производства и официально зарегистрировала его 26 сентября.

## Жизнь после успеха Mercedes (1900-1914)
Помимо сбривания бакенбардов, обрадованный Эмиль Еллинек в Вене в июне 1903 года в возрасте 50 лет сменил имя на Еллинек-Мерседес, комментируя: «Вероятно, это первый раз, когда отец забрал имя своей дочери». [7] С тех пор он подписал себя E.J. Mercédès.
Еллинек и его восторженные соратники распространяли модели DMG-Mercedes по всему миру, шестьсот было продано к 1909 году, что принесло DMG миллионы. Он поставлял машины всем 150 членам Автомобильного клуба Ниццы, а также поддерживал гоночные команды по всей Европе. Его жизнь была поглощена бизнесом, он проводил много времени вдали от дома и отправлял множество телеграмм.
По мере того как 1900-е годы продолжались, его страсть к Mercedes начала угасать. Он устал от особых запросов, предъявляемых его очень требовательными аристократическими клиентами. Он также разочаровался в техническом отделе DMG, который он называл «этими ослами», и построил собственное большое ремонтное предприятие в Ницце за виллой Mercedes. Вильгельм Майбах, его любимый дизайнер, покинул DMG в 1907 году. Он также настолько рассердил председателя DMG, что в 1908 году он окончательно расторг первоначальный контракт Еллинека.
Его дипломатическая карьера продолжилась, и он был генеральным консульством Австро-Венгрии последовательно в Ницце (1907), Мексике и Монако. В 1909 году, находясь в Монте-Карло, Еллинек окончательно прекратил свою коммерческую деятельность, чтобы сосредоточиться на консульской работе, но все же купил несколько казино в этом регионе.

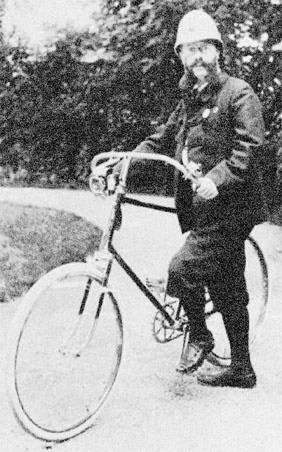
Фотография Еллинека до 1903 года

## Первая мировая война и последние годы (1914-1918)
Незадолго до начала войны в 1914 году австрийское правительство обвинило Еллинека в неуплате налогов на его французскую собственность. Затем семья переехала в Земмеринг, Австрия. Находясь на лечении в санатории в Бад-Киссингене у доктора фон Даппера, он уступил особняк в Бадене своей семье, написав: «(Вилла Баден) меня ужасно беспокоит, я не могу спать, и это вредит моему здоровью!»
Когда Австро-Венгрия вступила в войну 28 июля 1914 года, Еллинек и его семья перестали говорить по-французски за пределами своей собственности. Позже в том же году они переехали в Меран (Франция), но там его обвинили в шпионаже в пользу Германии, якобы скрывая диверсантов на своих средиземноморских яхтах. При этом австрийцы заподозрили его жену Анаису.
Спасаясь бегством в 1917 году, они оказались в Женеве, в нейтральной Швейцарии, где Эмиль Еллинек был снова временно арестован. Он оставался там до своей смерти 21 января 1918 года в возрасте 64 лет. Позже все его французские владения были конфискованы. С 1982 года его останки покоятся возле могилы Рахили на католическом кладбище Ниццы.
Спустя десять лет после его смерти, в 1926 году, в условиях послевоенного кризиса в Германии, DMG объединилась с Benz и стала компанией Daimler-Benz с их автомобилями Mercedes-Benz. Daimler-Benz приобрела Chrysler в 1998 году и стала DaimlerChrysler до августа 2007 года, когда Chrysler был продан Cerberus Capital Management. Компания теперь известна как Daimler AG.

## Собственность Еллинека
В 1900 году, когда  произошёл скачок популярности Mercedes, Еллинек приобрел несколько объектов недвижимости, в том числе:
- Выставочный зал Mercedes на Елисейских полях в Париже.
- Гранд-отели: Royal и Scribe в Ницце и Astoria в Париже.

Наиболее дорогими из его недвижимости были:
- Вилла Мерседес в Ницце. № 57, Английская набережная.
- Вилла Мерседес II в Ницце. № 54, Английская набережная. Куплен в 1902 году.
- Вилла Еллинек-Мерседес, Wienerstrasse 39-45, в Бадене (рядом с оригинальным виноградником). Купив его в качестве участка под застройку в 1891 году, Еллинек построил большой особняк, постепенно расширяя его с 1909 года, пока в нём не было 50 комнат, 8 ванных комнат и 23 туалета. Во время битвы за Берлин в 1945 году вилла была разрушена, остались только гараж и две комнаты. Впоследствии земля была разделена и продана, и теперь на ней находится заправочная станция и небольшое здание, построенное в 1900 году.
- Шато Робер. Огромный дом, расположенный между Тулоном и Ниццей. Официально это была частная резиденция Еллинека, хотя большую часть времени он проводил на вилле Мерседес в Ницце.